# دریای آموندسن

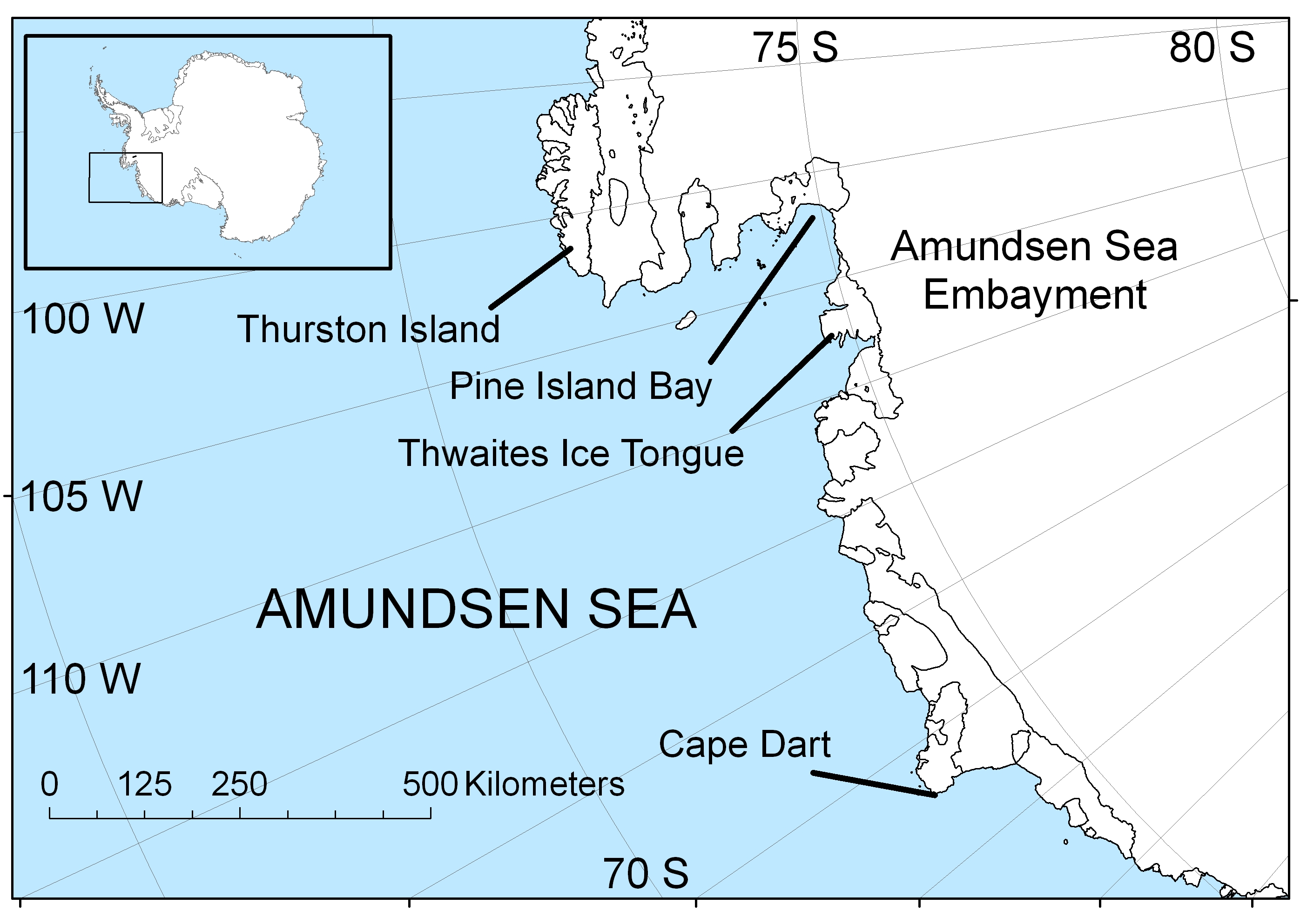
دریای آموندسن

دریای آموندسن (به انگلیسی: Amundsen Sea) بخشی از آب‌های اقیانوس منجمد جنوبی در اقیانوس آرام جنوبی است که در غرب جنوبگان در مقابل سواحل سرزمین ماری برد، بین جزیره ترستن در شرق و دماغه دارت در غرب در ۷۲ درجهٔ جنوبی و بین ۹۸ تا ۱۲۳ درجهٔ غربی  واقع شده‌است. این دریا در اواخر دههٔ ۱۹۲۰ در فاصلهٔ سال‌های ۱۹۲۸ تا ۱۹۲۹ توسط نیلز لارسن نروژی مورد اکتشاف قرار گرفت و به افتخار روالد آموندسن، دیگر مکتشف نروژی و فاتح قطب جنوب، دریای آموندسن نامگذاری شد.